# François Ravaillac
François Ravaillac, född 1578 i Touvre nära Angoulême, död 27 maj 1610 i Paris, var en fransk katolik som mördade Henrik IV av Frankrike den 14 maj 1610.

## Biografi
Ravaillac försörjde sig bland annat som lärare, skrivare och sakförare, men hade svåra ekonomiska problem. Han blev medlem av Feuillantorden men tvingades lämna denna på grund av sina fanatiskt religiösa idéer. 
Vid denna tid florerade rykten att hugenotterna tänkte ordna en så kallad bartolomeinatt ämnad för katolikerna. År 1609 fick han en syn att han skulle övertyga Henrik IV om att omvända hugenotterna till den katolska tron. Han fick ingen möjlighet att träffa konungen och beslöt sig då istället för att döda denne.
Han stal en kniv på ett värdshus och höll sedan vakt vid den smala Rue de la Ferronnerie, där han visste att kungens vagn skulle passera på väg från Louvren till tyghuset. Klockan fyra på morgonen den 14 maj 1610 fick Ravaillac sitt tillfälle; han hoppade upp på vagnens högra hjul och dödade kungen med två knivhugg. Ravaillac greps omedelbart och dömdes till döden.
Ravaillac avrättades 27 maj 1610. Inför en jublande folkmassa utsattes han först för grym tortyr, innan hans kropp blev söndersliten mellan fyra hästar.
På svenska är "ravaillac" en skämtsam beteckning för en lättsinnig skojare, vivör.